# Hubble-Konstante

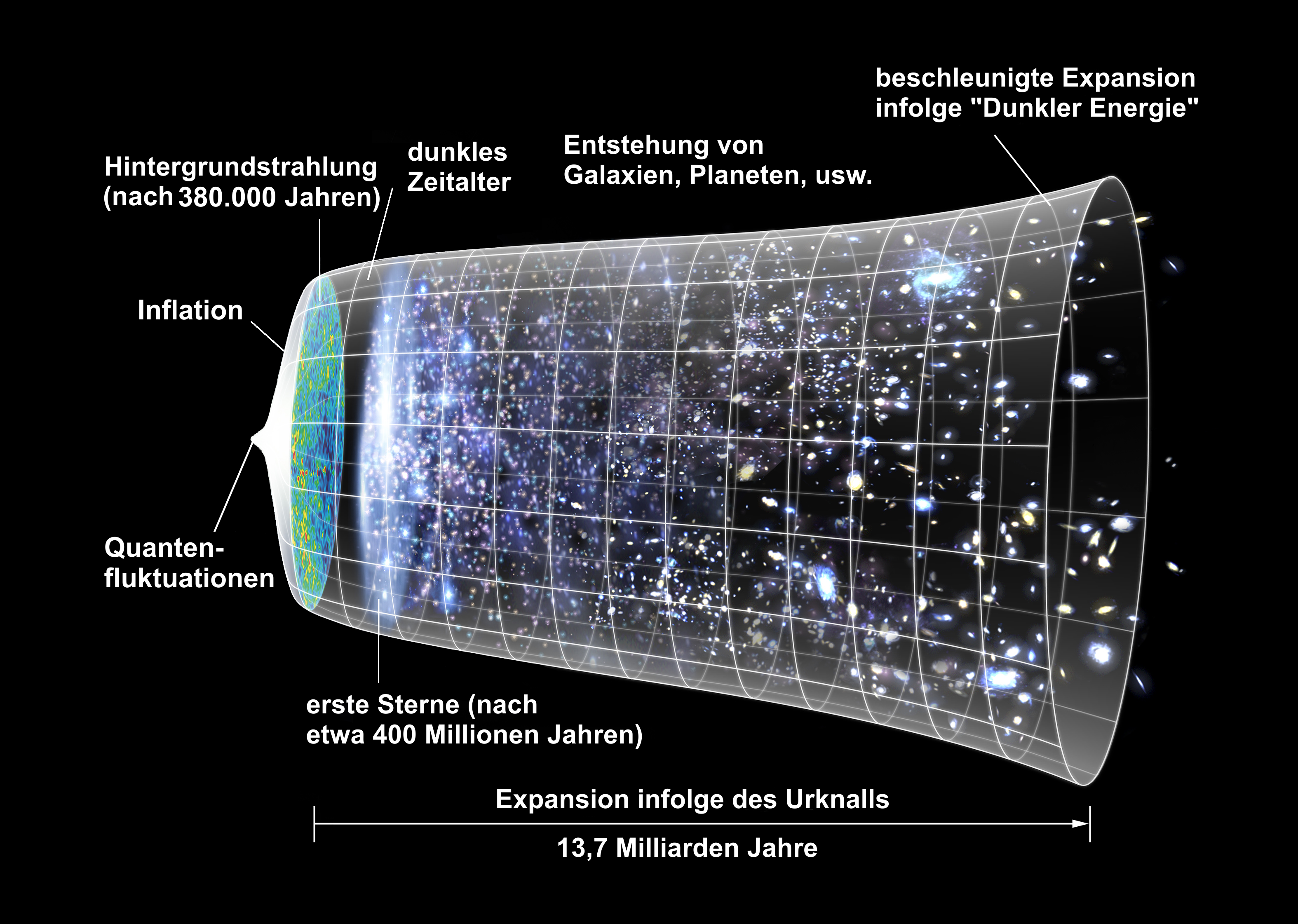
Entwicklungsstadien des Universums. Der Hubble-Parameter gibt zu jedem Zeitpunkt die momentane Expansionsrate an.

Die Hubble-Konstante {\displaystyle H_{0}}, benannt nach dem US-amerikanischen Astronomen Edwin Hubble, ist eine der fundamentalen Größen der Kosmologie. Sie beschreibt die gegenwärtige Rate der Expansion des Universums. In allgemeiner Form sollte der Begriff Hubble-Parameter {\displaystyle H} verwendet werden, da er nur im Raum, jedoch nicht in der Zeit konstant ist, sondern sich mit der Zeit verändert. Der homogene Vorgang der Expansion wird als Hubble-Fluss oder Hubble Flow bezeichnet.
Die Messung der Hubble-Konstante erfolgt über die systematische Erfassung der Entfernung und der scheinbaren Geschwindigkeit von astronomischen Objekten in Bezug auf uns. Da es sich dabei um weit entfernte astronomische Objekte handeln muss, sind die Messungen aufwändig und mit im Vergleich zu anderen Naturkonstanten großen Unsicherheiten behaftet. Messungen zu Beginn des 21. Jahrhunderts ergaben Werte zwischen {\displaystyle 68\ {\tfrac {\mathrm {km/s} }{\mathrm {Mpc} }}} und {\displaystyle 74\ {\tfrac {\mathrm {km/s} }{\mathrm {Mpc} }}}.
In der Fachliteratur wird häufig die 'Hubble-Skala' h anstelle der Hubble-Konstante {\displaystyle H_{0}/{\tfrac {\mathrm {100km/s} }{\mathrm {Mpc} }}=h} verwendet, um die Messergebnisse nicht mit der Ungenauigkeit der Bestimmung der Hubble-Konstante zu belasten.

## Definition
Die Expansion des Universums wird quantitativ beschrieben durch den Skalenfaktor {\displaystyle a(t)}, mit dem frei definierten heutigen Wert {\displaystyle a(t_{0})=1}, dessen zeitliche Entwicklung als Lösung der Friedmann-Gleichungen der relativistischen Kosmologie gegeben ist. Der zeitabhängige Hubble-Parameter beschreibt die Expansionsrate und ist definiert durch
{\displaystyle H(t)={\frac {{\dot {a}}(t)}{a(t)}},}
wobei {\displaystyle {\dot {a}}(t)} die zeitliche Ableitung des Skalenfaktors ist.
Der heutige Wert des Hubble-Parameters wird als Hubble-Konstante {\displaystyle H_{0}} bezeichnet:
{\displaystyle H_{0}=H(t_{0})={\dot {a}}(t_{0})}
mit dem Weltalter {\displaystyle t_{0}}. Der gemessene Wert der Hubble-Konstante liefert die Anfangsbedingung zur Lösung der Friedmann-Gleichungen. Der Hubble-Parameter sinkt mit der Zeit, da die Expansion durch die Gravitation der Materie im Universum gebremst wird, er war daher rückblickend stets größer als heute.
Das Verhältnis des Hubble-Parameters zum heutigen Wert wird als Expansionsfaktor angegeben und kann auch anhand der jeweiligen Gesamtdichte {\displaystyle \rho (t)} berechnet werden. Dieser Zusammenhang ist die Friedmann-Gleichung in allgemeiner Form:
{\displaystyle E(t)={\frac {H(t)}{H(t_{0})}}={\sqrt {\frac {\rho (t)}{\rho (t_{0})}}}={\frac {\sqrt {\Omega _{r}/a^{2}+\Omega _{m}/a+\Omega _{k}+\Omega _{\Lambda }\ a^{2}}}{a}}\;.}
Die zeitliche Ableitung des Hubble-Parameters ergibt:
{\displaystyle {\dot {H}}(t)={\frac {{\ddot {a}}(t)}{a(t)}}-H(t)^{2}\;.}
Der Hubblefluss bezeichnet die Rate, mit der räumliche Entfernungen bei gleichem Weltalter zunehmen und kann wegen der Lichtlaufzeit naturgemäß nicht unmittelbar beobachtet werden:
{\displaystyle {\dot {D}}(t)=H(t)\cdot D(t)=H(t)\cdot D(t_{0})\cdot a(t)={\dot {a}}(t)\cdot D(t_{0})\;.}
Im lokalen Universum (also über Entfernungen, die klein sind im Vergleich zum Radius des beobachtbaren Universums) ist die Hubble-Konstante die Proportionalitätskonstante der (näherungsweise) linearen Beziehung zwischen den Entfernungen {\displaystyle D} von Galaxien und den aus ihren Spektren gemessenen Rotverschiebungen {\displaystyle z}:
{\displaystyle c\cdot z\approx H_{0}\cdot D.}
Dabei ist {\displaystyle c} die Lichtgeschwindigkeit.
Häufig wird das Produkt {\displaystyle c\cdot z} im Sinne des Dopplereffekts näherungsweise als Rezessionsgeschwindigkeit 
{\displaystyle v} interpretiert, man erhält dann
{\displaystyle v\approx H_{0}\cdot D\;.}
Die genaue Beziehung zwischen kosmologischer Rotverschiebung und Entfernung ist nichtlinear und erfordert eine Integration über den zeitlichen Verlauf des Skalenfaktors {\displaystyle a(t)}.

## Hubble-Diagramm
Die Auftragung der Rotverschiebung von astronomischen Objekten gegen ihre Entfernung von der Erde wird Hubble-Diagramm genannt. Ein sich gleichmäßig ausdehnendes Universum führt dazu, dass die Objekte in diesem Diagramm entlang einer durch den Ursprung führenden Geraden angeordnet sind. Die Steigung dieser Geraden ist die Hubble-Konstante.
Das erste Hubble-Diagramm wurde 1929 von Edwin Hubble veröffentlicht. In dieser Veröffentlichung berichtete er von einem linearen Zusammenhang zwischen der Entfernung von Galaxien (extragalactic nebula) und ihrer Rotverschiebung. Die Bestimmung des Abstands eines weit entfernten astronomischen Objekts ohne Rückgriff auf die Rotverschiebung erfolgt aus der Helligkeit von Standardkerzen. Das Bild des Objekts muss dazu so gut aufgelöst sein, dass kein Licht anderer Objekte das Messergebnis verfälscht. Dies wird mit zunehmender Entfernung immer schwieriger. Die im ersten Hubble-Diagramm verwendeten Daten reichten bis zu einem Abstand von etwa 2 Mpc. Knapp ein Jahrhundert später sind Messungen bis etwa 700 Mpc möglich. Dadurch ist eine erheblich zuverlässigere Angabe der Hubble-Konstante möglich.

## Messungen

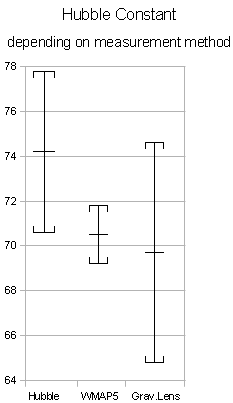
Hubble-Konstante mit Fehlertoleranz über Messverfahren bzw. -instrumente: 1. Hubble-Weltraumteleskop, 2. Raumsonde WMAP, 3. Gravitationslinseneffekt

Erste Messungen Edwin Hubbles ergaben für die Hubble-Konstante {\displaystyle H_{0}} in SI-Einheiten einen um den Faktor 7,446 zu hohen Wert von 1,6·10−17 s−1. Zumeist wählt man jedoch eine traditionelle Einheit und erhält dann 500 km s−1 Mpc−1. Dieser Zahlenwert ist so zu verstehen: Man beobachtet zwei Galaxien A und B und misst ihre Spektrallinien. Unterscheiden sich die Wellenlängen so, dass sich für die Galaxie A mit den heute aktuellen Werten ein um 67,74 km/s höherer Wert {\displaystyle c\cdot z} ergibt als für B, so sollte die Galaxie A etwa 1 Mpc (reichlich drei Millionen Lichtjahre) weiter entfernt sein als die Galaxie B.
Da Galaxien nicht nur der kosmischen Expansion folgen, sondern zusätzlich eigene Bewegungen von typisch einigen hundert km/s zeigen, müssen viele Galaxien über einen genügend großen Entfernungsbereich untersucht werden, um beide Effekte zu trennen. Die durch die kosmische Expansion bedingte „Geschwindigkeit“ {\displaystyle c\cdot z} und die kosmologische Rotverschiebung haben einen anderen Ursprung als eine Eigengeschwindigkeit und die mit ihr durch den Dopplereffekt verbundene Rot- oder Blauverschiebung.

### Spitzer-Weltraumteleskop
Unter Verwendung von Daten des Spitzer-Weltraumteleskops, basierend auf Beobachtungen im 3,6-μm-Bereich (mittleres Infrarot) zur Neukalibrierung der Cepheiden-Distanzskala, erhielten die Wissenschaftler des Carnegie Hubble Programs neue, hochgenaue Werte für die Hubble-Konstante. Dadurch konnte der Wert nun um einen Faktor 3 genauer bestimmt werden. Damit hat die Hubble-Konstante nur noch eine Unsicherheit von drei Prozent (Stand 16. August 2012):
{\displaystyle H_{0}\approx (74{,}3\pm 2{,}1)\ {\frac {\mathrm {km} }{\mathrm {s\cdot Mpc} }}\;.}

### Hubble-Weltraumteleskop
Das Hubble-Weltraumteleskop ist in der Lage, mit Hilfe einer Entfernungsskala Entfernungen im Universum und damit auch die Expansionsrate des Universums zu ermitteln. Als Indikatoren dazu dienen Cepheiden (pulsierende Sterne mit einem Zusammenhang zwischen Periode und maximaler Leuchtkraft) und Supernovae vom Typ Ia (Standardkerzen):
{\displaystyle H_{0}\approx (74{,}2\pm 3{,}6)\ {\frac {\mathrm {km} }{\mathrm {s\cdot Mpc} }}\;.}

### Gravitationslinseneffekt
Eine neuere Methode macht sich den Gravitationslinseneffekt zunutze. Dabei werden Helligkeitsschwankungen um eine Gravitationslinse ausgewertet. Das Licht einer Quellgalaxie wird durch eine davorliegende Galaxie abgelenkt, wodurch sich mehrere Abbilder der Quelle ergeben. Ändert sich nun die Helligkeit der Quellgalaxie, so macht sich dies zu unterschiedlichen Zeiten in den verschiedenen Abbildern bemerkbar. Aus dem Zeitunterschied lässt sich dann die absolute Entfernung berechnen. Aus der ermittelten Entfernung und der Rotverschiebung als Maß für die Geschwindigkeit, mit der sich Objekte von uns wegbewegen, lässt sich die Expansionsrate des Universums bestimmen. Die Auswertung von Hubble-Bildern nach der Gravitationslinsen-Methode ergibt:
{\displaystyle H_{0}=69{,}7_{-5.0}^{+4{,}9}\ {\frac {\mathrm {km} }{\mathrm {s\cdot Mpc} }}\;.}

### WMAP
Die Raumsonde WMAP bedient sich der Temperaturverteilung der elektromagnetischen Strahlung im Mikrowellenbereich. Einen Teil dieser Mikrowellenstrahlung liefert die kosmische Hintergrundstrahlung, die auf den Urknall zurückgeführt wird. Man misst extrem geringe Temperaturschwankungen (Anisotropien), die durch Streuung der Strahlung an den ersten Urgalaxien verursacht wurden und deren Muster bis heute erhalten sind. Aus fünf Jahren Messungen mit WMAP (WMAP5 genannt) ergibt sich:
{\displaystyle H_{0}\approx (70{,}5\pm 1{,}3)\ {\frac {\mathrm {km} }{\mathrm {s\cdot Mpc} }}\;.}

### Weltraumteleskop Chandra
Messungen mit dem Weltraumteleskop Chandra ergaben:
{\displaystyle H_{0}\approx (77\pm 4)\ {\frac {\mathrm {km} }{\mathrm {s\cdot Mpc} }}\;.}

### Supernovae und Cepheiden
Aus der Beobachtung von Cepheiden mit dem Hubble-Weltraumteleskop in 37 verschiedenen Galaxien, deren Entfernung und Geschwindigkeit durch Typ-Ia Supernovae bestimmt wurde, ergab sich der Wert
{\displaystyle H_{0}\approx (73{,}04\pm 1{,}04)\ {\frac {\mathrm {km} }{\mathrm {s\cdot Mpc} }}\;.}

### Planck-Weltraumteleskop
Messungen des Planck-Weltraumteleskops der ESA ergaben:
{\displaystyle H_{0}\approx (67{,}74\pm 0{,}46)\ {\frac {\mathrm {km} }{\mathrm {s\cdot Mpc} }}\;.}

## Hubble-Zeit

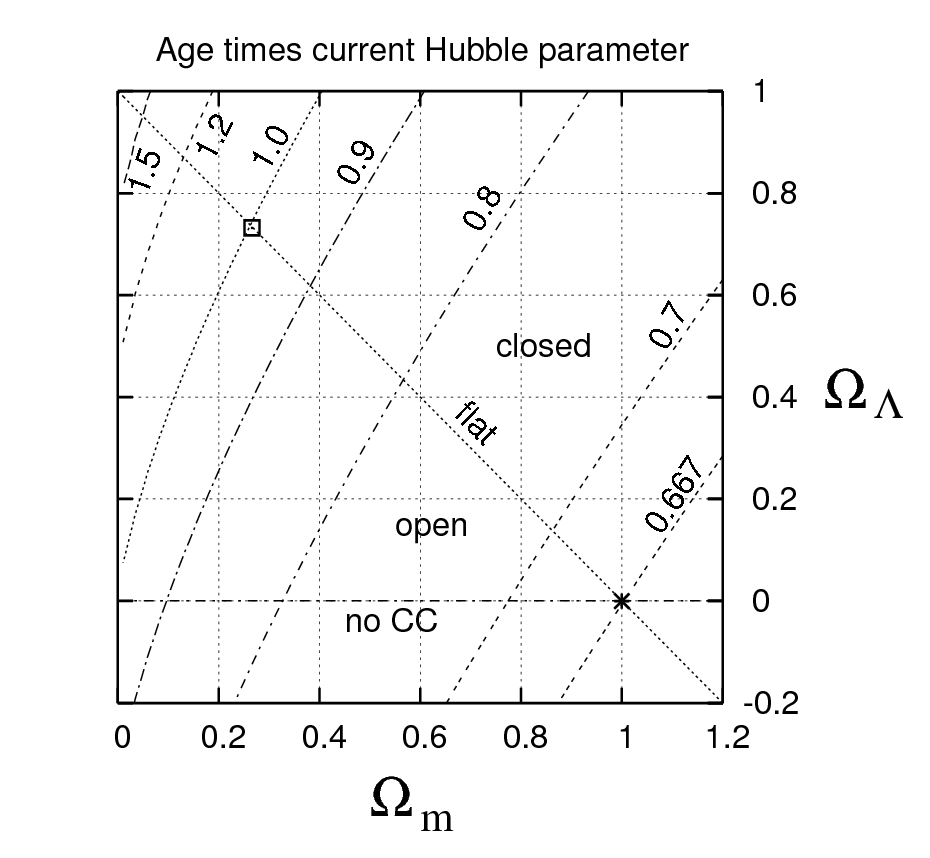
Das Verhältnis von Weltalter zu Hubble-Zeit, dargestellt als Funktion der Anteile von Materie und Dunkler Energie an der Gesamtdichte des Universums. Im Text sind die beiden markierten Zustände erläutert, nämlich das Einstein-de-Sitter-Modell (Sternchen rechts unten) und das aktuell akzeptierte ΛCDM-Modell (Kästchen links oben).

Der Kehrwert 1/H0 der Hubble-Konstante wird Hubble-Zeit genannt. Bei gleichförmiger Expansion in einem leeren Universum wäre sie gleich dem Weltalter von rund 14 Mrd. Jahren, d. h. der seit dem Urknall vergangenen Zeit.
Je nach dem Gehalt des Universums an normaler (baryonischer) Materie, Dunkler Materie und Dunkler Energie kann die Expansion aber verzögert oder beschleunigt werden. Zwischen Weltalter t0 und Hubble-Zeit besteht dann der folgende Zusammenhang:
{\displaystyle t_{0}={\frac {1}{H_{0}}}\int _{0}^{a_{0}}{\frac {\mathrm {d} a}{\sqrt {\Omega _{r}/a^{2}+\Omega _{m}/a+\Omega _{k}+\Omega _{\Lambda }\ a^{2}}}}},
wobei {\displaystyle a(t)} der Skalenfaktor und {\displaystyle a_{0}=a(t_{0})=1} ist.
Dabei geben die Dichteparameter die Anteile diverser Energie-/Materiekomponenten im Universum an:
- {\displaystyle \Omega _{r}}, der Strahlungsdichte,
- {\displaystyle \Omega _{m}}, der gesamten Materie (normale baryonische und Dunkle Materie, vgl. Lambda-CDM-Modell),
- {\displaystyle \Omega _{\Lambda }}, der Dunklen Energie (s. auch kosmologische Konstante) und
- {\displaystyle \Omega _{k}}, dem Krümmungsparameter.

Im historisch lange favorisierten Einstein-de-Sitter-Modell mit flacher räumlicher Geometrie und ohne dunkle Energie (d. h. {\displaystyle \Omega _{m}=1} und {\displaystyle \Omega _{\Lambda }=0}) ist das Weltalter geringer als die Hubble-Zeit (vgl. Abbildung) und beträgt
{\displaystyle t_{0}={\frac {2}{3H_{0}}}}.
Das heute akzeptierte Weltmodell ist das Lambda-CDM-Modell (ΛCDM-Modell), das ebenfalls flache räumliche Geometrie hat, aber von der Dunklen Energie dominiert ist. Messungen des Planck-Weltraumteleskops ergeben die folgenden Parameterwerte
{\displaystyle H_{0}=67{,}15~{\mathrm {km} }/{\mathrm {s/Mpc} },\;\Omega _{m}=0{,}315,\;\Omega _{\Lambda }=0{,}685,\;\Omega _{r}=5{,}5\cdot 10^{-5},\;\Omega _{k}<0{,}005}.
Daraus ergibt sich eine Hubble-Zeit 1/H0 von 14,561 Mrd. Jahren, während das tatsächliche Weltalter {\displaystyle t_{0}} etwa 13,844 Mrd. Jahre beträgt.
Der Vergleich von Weltalter beziehungsweise Hubble-Zeit mit unabhängigen Altersbestimmungen von Himmelsobjekten wie Sternen und Kugelsternhaufen war immer wieder wichtig in der kritischen Bewertung von Messungen der Hubble-Konstante und der anderen kosmologischen Parameter: Das sich ergebende Weltalter muss größer als das Alter der einzelnen Objekte sein.

## Geschichte
Die ersten Überlegungen zur Hubble-Konstante stammen von dem belgischen Priester und Physiker Georges Lemaître, der bereits 1927 in den „Annales de la Société scientifique de Bruxelles“ einen Aufsatz schrieb und die Konstante ermittelte zu
{\displaystyle H_{0}\approx 625\ {\frac {\mathrm {km} }{\mathrm {s\cdot Mpc} }}.}
Nach weiteren Hinweisen unter anderem von Carl Wilhelm Wirtz war es eine Arbeit von Edwin Hubble aus dem Jahr 1929, die einen linearen Zusammenhang zwischen Rotverschiebung und Entfernung von Galaxien behauptete. Hubble ermittelte für die Proportionalitätskonstante einen Wert von
{\displaystyle H_{0}\approx 500\ {\frac {\mathrm {km} }{\mathrm {s\cdot Mpc} }}.}
Das entsprechend geringe Weltalter von nur etwa zwei Milliarden Jahren wurde schon bald als problematisch im Vergleich zu Altersbestimmungen von Gesteinen angesehen.
Zu einer ersten deutlichen Korrektur nach unten kam es in den 1950ern nach der Entdeckung verschiedener Sternpopulationen durch Walter Baade. In Unkenntnis dieser Tatsache hatte Hubble in seinen früheren Arbeiten zu geringe Helligkeiten für die Cepheiden angenommen, die er zur Entfernungsbestimmung benutzte.
Weitere Verbesserungen ergaben bald Werte von
{\displaystyle H_{0}\leq 100\ {\frac {\mathrm {km} }{\mathrm {s\cdot Mpc} }}.}
Die komplexen mehrstufigen Messverfahren führten zu einer langen und intensiv geführten Debatte von den 1970er bis zu den 1990er Jahren um den genauen Wert der Hubble-Konstante. Eine Gruppe um Allan Sandage und Gustav Tammann schlug Werte um 50 km s−1 Mpc−1 vor, während Astronomen wie Gerard de Vaucouleurs und Sidney van den Bergh höhere Werte um 100 km s−1 Mpc−1 bevorzugten. In dieser Zeit bürgerte es sich ein, die Hubble-Konstante als
{\displaystyle H_{0}=h\cdot 100\ {\frac {\mathrm {km} }{\mathrm {s\cdot Mpc} }}} mit {\displaystyle h\leq 1}
zu beschreiben und die Abhängigkeit weiterführender kosmologischer Berechnungen vom genauen Wert der Hubble-Konstante durch ausdrückliche Angabe ihrer Abhängigkeit vom Faktor h (Little h) zu verdeutlichen.
Nach den Ergebnissen des „H0 Key Project“ mit dem Hubble-Weltraumteleskop ergab sich die Hubble-Konstante aus der Kombination von vier verschiedenen Methoden zu:
{\displaystyle H_{0}\approx (72\pm 8)\ {\frac {\mathrm {km} }{\mathrm {s\cdot Mpc} }}.}
Aus drei Jahren Messungen mit der Raumsonde WMAP (WMAP3) und Daten der 2dFGRS ergab sich als Wert:
{\displaystyle H_{0}\approx (73\pm 3)\ {\frac {\mathrm {km} }{\mathrm {s\cdot Mpc} }}.}
Schon Einstein und Straus fanden, dass die kosmologische Expansion nur auf größten Skalen beobachtbar ist und nicht bei gravitativ gebundenen kleineren Objekten wie Sternen oder Galaxien.